# Saison 13 de Naruto Shippuden
Pour un article plus général, voir Liste des épisodes de Naruto Shippuden.
Chronologie
Saison 12 de Naruto Shippuden Saison 14 de Naruto Shippuden

## Légende des tableaux
|  | Épisodes adaptés (sans couleur d'arrière plan) |

|  | Épisodes filler (hors manga) |

Légende : Les épisodes fillers (épisodes hors série exclusifs à l'animé qui ne sont pas dans les mangas) sont surlignés en couleur.

## Saison 13
Diffusée sur TV Tokyo depuis le 4 avril 2013 et le 26 septembre 2013, elle contient 26 épisodes.
| No | Titre français                              | Titre japonais                 | Titre japonais                                                                            | Date de 1re diffusion |
| No | Titre français                              | Kanji                          | Rōmaji                                                                                    | Date de 1re diffusion |
| --- | ------------------------------------------- | ------------------------------ | ----------------------------------------------------------------------------------------- | --------------------- |
| 307 | Disparition de Gekkô                        | 月光に消ゆ                     | Gekkō ni kiyu (Disparition dans le clair de lune)                                         | 4 avril 2013          |
| Hayate est invoqué par Kabuto, qui lui explique que la 4e grande guerre ninja est en cours, et lui raconte ce qui s'est passé avant et après sa mort ; il l’envoie ensuite, avec deux autres ninjas réincarnés, attaquer l’unité médicale pour récupérer les corps de ninjas d’élite morts durant les combats, et scellés par précaution dans des parchemins. Parmi les préposés à cette tâche, se trouve Yûgao, qui a quitté ANBU pour rejoindre l’unité médicale, ne pouvant plus se battre après la mort de Hayate ; en venant voler les parchemins où sont scellés les corps, ce dernier se retrouve un moment face à elle et ils se reconnaissent. La responsable de l’unité médicale veut envoyer Yûgao avec l’équipe chargée de traquer les voleurs, mais cette dernière refuse, expliquant que Hayate était son petit ami… |                                             |                                |                                                                                           |                       |
| 308 | Nuit de nouvelle lune                       | 三日月の夜                     | Mikazuki no yoru (La nuit du croissant de lune)                                           | 11 avril 2013         |
| Puisqu’elle connaît l’adversaire à affronter, Yûgao reçoit l’ordre de partir rattraper Hayate, en compagnie de Sakura et deux autres ninjas, Yokaze et Iô ; durant le trajet, elle se souvient de son entraînement avec son fiancé. Ils rattrapent les trois voleurs et scellent les compagnons de Hayate, mais Iô, puis Yokaze, sont blessés en voulant protéger Yûgao, qui fuit le combat. Hayate s’enfuit avec le parchemin, tandis que Sakura et Yûgao doivent soigner les blessés ; cette dernière s’en veut de n’avoir pu se battre et d’avoir ainsi provoqué leurs blessures, et veut abandonner la poursuite, expliquant à Sakura qu’elle ne peut plus tenir un sabre depuis la mort de Hayate, à cause des souvenirs que ça lui inspire. Sakura la réconforte en lui expliquant qu’elle non plus n’a pas été capable d’affronter Sasuke, et part à la poursuite de Hayate en lui confiant les blessés, mais Yokaze lui rappelle les suppliques de Hayate pour qu’elle l’arrête, et lui tend un sabre. Yûgao finit par saisir l’arme, et rattrape Sakura en difficulté face aux techniques de camouflages de Hayate ; tandis que Sakura part chercher de nouveaux spécialistes en sceaux, Yûgao affronte son bien-aimé qui finit par s’empaler lui-même sur le sabre de son opposante, tout en l’épargnant, résistant aux ordres de Kabuto, grâce à la promesse mutuelle qu’ils s’étaient faite sous la lune de toujours se protéger l’un l’autre et de faire passer leur amour avant tout. Hayate fait ses adieux à Yûgao avant de tomber au sol et d’être scellé à son tour.                                                                            |                                             |                                |                                                                                           |                       |
| 309 | Mission de rang A - Duel devant l’empereur  | A級任務・御膳試合              | Ē-ranku ninmu - Gozen jiai (Mission de rang A - Le tournoi impérial)                      | 18 avril 2013         |
| Un des clones de Naruto rencontre l’équipe de Karui en difficulté face à un rōnin réincarné par Kabuto nommé Tatewaki. Naruto le reconnaît, l’ayant rencontré trois ans auparavant durant une mission de kidnapping effectuée avec l’équipe 10, consistant à enlever un jeune daimyō retenu en otage, pour le ramener à sa nation d’origine dans le cadre de l’annulation d’un traité. Afin d’effectuer discrètement leur mission, Naruto et Chôji s’étaient introduits en tant que participants à un concours du plus gros mangeur, les finalistes étant invités à rentrer dans l’enceinte du château ; Tatewaki était alors le capitaine de la garde, chargé de la surveillance du jeune seigneur. Chôji s’étant qualifié, durant la finale, Ino avait envoyé son esprit dans le corps du jeune otage pour l’entraîner à l’écart et le remplacer par Naruto faisant illusion avec une technique de transformation ; Shikamaru avait ensuite forcé Chôji à ne terminer que second pour qu’il puisse gagner le grand panier d’osier nécessaire pour cacher le jeune daimyō. |                                             |                                |                                                                                           |                       |
| 310 | La Chute du château                         | 落城                           | Rakujō (La chute du château)                                                              | 25 avril 2013         |
| 311 | Prologue of Road to Ninja!                  | PROLOGUE OF ROAD TO NINJA      | Purorōgu obu Rōdo tō Ninja (Prologue de Road to Ninja)                                    | 2 mai 2013            |
| 312 | Le Sage et l’Œil du dragon                  | 老人と龍の目                   | Rōjin to Ryū no me (Le vieil homme et l’œil du dragon)                                    | 9 mai 2013            |
| Gaï retrouve parmi les ninjas réincarnés un dénommé Maitre Chen, maître légendaire de taijutsu et ancien héros de Konoha, inventeur de la technique du « Dieu dragon de Konoha ». Ce dernier, à la suite de la mort de son élève, qui ne pouvait maîtriser le ninjutsu, lors de la 3e grand guerre ninja, avait simulé sa mort et abandonné sa carrière de ninja. Lee arrive peu de temps après le début du combat, puis raconte sa rencontre avec lui lorsqu'il était petit ; Chen lui avait dit qu'il devait renoncer a devenir un vrai ninja, parce qu'il ne maîtrisait pas le ninjutsu. Lee montre à Chen qu’il est parvenu à trouver la faiblesse de sa technique et le contre ; Maitre Chen finit par être scellé. |                                             |                                |                                                                                           |                       |
| 313 | La Neige après la pluie et parfois l’orage  | 雨のち雪、ときどき雷           | Ame nochi yuki, tokidoki kaminari (La neige après la pluie, de temps en temps la foudre)  | 16 mai 2013           |
| 314 | Triste pluie de beau temps                  | 悲しい天気雨                   | Kanashii tenkiame (Triste climat pluvieux)                                                | 23 mai 2013           |
| 315 | « Neige persistante »                       | 名残雪                         | Nagori yuki (Rémanences neigeuses)                                                        | 30 mai 2013           |
| 316 | L’Armée de ninjas réincarnés!!              | 穢土転生連合軍！！             | Edo tensei rengogun!! (Les forces alliées de la « réincarnation des âmes » !)             | 6 juin 2013           |
| 317 | Shino contre Torune!                        | シノVSトルネ !                 | Shino tai Torune (Shino contre Torune !)                                                  | 13 juin 2013          |
| 318 | Le Vide du cœur, l'autre hôte               | 心の穴・もう一人の人柱力       | Kokoro no Ana - Mō Hitori no Jinchūriki (Un vide dans le cœur : Un hôte de plus)          | 20 juin 2013          |
| 319 | L'Âme des marionnettes                      | 傀儡に宿る魂                   | Kugutsu ni yadoru tamashii (L’âme qui réside dans la marionnette)                         | 27 juin 2013          |
| 320 | Cours, Omoï                                 | 走れオモイ                     | Hashire Omoi (Cours, Omoï)                                                                | 4 juillet 2013        |
| D’après le quartier-général, Omoï a abandonné son poste, et le Raikage se demande s’il n’a pas déserté. D’après Saï, il se dirige vers le 7e front où une unité de jeunes ninjas de Kumo est partie en renfort d’une unité de Kiri attaquée par deux mille zetsu blancs. Omoï contacte le QG pour leur dire qu’il prend une heure pour aller aider les enfants, et un clone de Naruto lui est envoyé en renfort. En arrivant sur place, Omoï ne voit que des corps des ninjas de Kiri et est attaqué par un grand nombre de Zetsu ; Naruto arrive à temps pour le sauver, mais Omoï le touche par erreur et le clone se dissipe. À nouveau seul, Omoï progresse à travers les lignes ennemies et progresse dans un nuage toxique provoqué par les Zetsu, empoisonnés par le sol rouge de la région. Il finit par retrouver les enfants de Kumo, cachés dans une statue près d’un lac, et ils décident de faire une sortie. Ils viennent à bout de leurs ennemis, et Omoï est épuisé, mais le Raikage le contacte pour lui annoncer que l’heure est écoulée et que s’il ne revient pas très vite, il le punira lui-même. Cet épisode marque la fin des épisodes hors-série. |                                             |                                |                                                                                           |                       |
| 321 | Arrivée des renforts                        | 増援到着                       | Zōen tōchaku (Les renforts arrivent)                                                      | 18 juillet 2013       |
| [Chapitres 558-559] — Sur tous les fronts, les ninjas de l’Alliance sont en mauvaise posture face aux Zetsu blancs qui ont pris l’apparence de certains des leurs. Pendant ce temps, l’équipe de protection des daimyō continue d’affronter le Zetsu noir. Les clones de Naruto arrivent aux différents points stratégiques du champ de bataille, et commence à détruire tous les Zetsu blancs infiltrés, ce qui permet aux ninjas de reprendre l’avantage. L’équipe des ninjas sensoriels vérifie la position de Tobi, qui a commencé à se diriger vers le champ de bataille avec une équipe composée d’anciens hôtes réincarnés. Pendant ce temps, sur le lieu où la 4e division a combattu les anciens kage, Kabuto utilise Mû pour invoquer une nouvelle réincarnation. Oonoki réalise trop tard que ce dernier a utilisé une technique lui permettant de se séparer en deux corps avant d’être scellé. Lorsque leur nouvel adversaire apparaît, tout le monde est sous le choc : il s’agit de Madara Uchiwa. Les ninjas se demandent alors qui se cache sous le masque de Tobi. |                                             |                                |                                                                                           |                       |
| 322 | Madara Uchiwa                               | うちはマダラ                   | Uchiha Madara (Madara Uchiwa)                                                             | 25 juillet 2013       |
| [Chapitres 560-561] — En prenant le contrôle de Mû, Kabuto explique à Madara qu’il l’a invoqué plus fort qu’il n‘était à son apogée. Ce dernier attaque la 4e division, qu’il domine facilement sans même utiliser de ninjutsu. Naruto, qui est à court de chakra, ne peut agir face à ce nouvel adversaire, qui envoie soudainement une gigantesque attaque katon sur les ninjas, qui peinent à la contenir avec leurs techniques suiton. Madara envoie ensuite une grêle de boules de feu, et utilise la fumée comme écran pour surprendre ses adversaires. Gaara réagit en protégeant les ninjas avec son sable, et avec l’aide de Naruto et Oonoki, ils parviennent à coincer Madara, qui déclenche son Susanô, pour se défendre du « Méga-orbe tourbillonnant » de Naruto. Ce dernier parvient finalement à utiliser le mode « ermite », et tandis que Gaara tire Madara hors de son Susanô, il l’attaque avec un « Orbe shuriken » ; cependant, Madara active son Rinnegan, et absorbe l’attaque. En composant un double mudrā avec les quatre bras de son Susanô, Madara invoque une météorite qui vient s’écraser sur le champ de bataille. Alors que Oonoki parvient, à force de techniques d’allègement, à l’arrêter, une seconde météorite s’écrase sur la première, semant la désolation. Seuls quelques ninjas, ont survécu, dont Gaara, Oonoki et Naruto, et Madara tente d’invoquer Kyûbi, sans succès. Voulant tester les cellules de Hashirama Senju qui lui ont été greffées, Madara utilise alors la technique de la « Naissance de la forêt ».                                                                                                |                                             |                                |                                                                                           |                       |
| 323 | Le Rassemblement des cinq Kage!             | 五影集結…！！                  | Gokage shūketsu…!! (Le rassemblement des cinq Kage)                                       | 1er août 2013         |
| [Chapitres 561 à 563] — Kyûbi donne du chakra à Naruto pour l’aider à repousser l’attaque de Madara. Bien que seul le 3e Raikage avait une constitution lui permettant de supporter la technique de transport d’objets de Mabui sur son corps, A et Tsunade décident de l’utiliser pour rejoindre la 4e division ; cette dernière prévoit d’utiliser sa technique de « La création et le renouveau » pour survivre au transport. Du côté de l’équipe de protection des daimyō, Chôjûrô finit par vaincre le Zetsu noir à l’aide de son épée Hiramekareï. Mei se fait envoyer aussi sur les lieux de la 4e division en utilisant la technique de téléportation de Minato Namikaze; que Genma, Raidô et Iwashi, anciens de la garde du 4e Hokage, peuvent exécuter à trois en transportant une quatrième personne. A et Mei engagent le combat contre Madara, tandis que Tsunade soigne Gaara et Oonoki. Les autres survivants et l’ancienne garde de Minato se lancent à la poursuite de Mû, protégés des attaques de Madara par le bouclier de sable de Gaara et le golem de Oonoki. Les kage attaquent ensemble Madara avec une stratégie : Mei crée un brouillard pour réduire sa vision, tandis que Oonoki réduit le poids de A pour augmenter sa vitesse, avant de l’augmenter au moment où il frappe Madara à travers son Susanô. Alors que Naruto insiste pour aider les kage, Tsunade lui demande de se concentrer sur Tobi et de le vaincre, avant que son clone ne se disperse. Fort de cette instruction, le vrai Naruto, accompagné par Killer Bee, entre en contact avec son ennemi, à qui il porte un coup de tête pour tenter de briser son masque. |                                             |                                |                                                                                           |                       |
| 324 | Un masque incassable et des bulles de savon | 割れない仮面・割れたシャボン玉 | Warenai kamen - Wareta shabondama (Le masque ne se brise pas - La bulle de savon explose) | 8 août 2013           |
| [Chapitre 564 + filler] — Naruto ne parvient qu’à fêler légèrement le masque de Tobi. Alors qu’il subit avec Bee les attaques des hôtes réincarnés, Naruto reconnaît celles d’Utakata, et entre en contact avec le jeune homme dans son subconscient. Ce dernier lui explique les événements qui se sont déroulés après le départ de Naruto du village de Hotaru, ayant abouti à sa capture par l’Akatsuki, et sa mort. Les attaques reprennent et Naruto confronte Tobi avec le fait que le véritable Madara a fait son apparition. Ce dernier déclare ne plus se préoccuper de ce nom et que son seul but est de mener à bien le plan de l’« Œil de la Lune », puisque le monde ninja n’a plus d’espoir de rédemption et qu’on n’y trouve que le malheur. Il essaie de convaincre Bee et Naruto en leur parlant de leur enfance, mais ce dernier rejette ses conclusions, estimant avoir connu le bonheur. Le combat pour démasquer Tobi reprend, et celui-ci fait entrer toutes ses invocations dans le mode « démon à queues » avec une queue, et déclare aux deux ninjas qu’il les capturera pour finaliser son plan. |                                             |                                |                                                                                           |                       |
| 325 | Hôtes contre hôtes!                         | 人柱力ＶＳ人柱力！！           | Jinchūriki tai Jinchūriki!! (Hôtes contre hôtes !)                                        | 15 août 2013          |
| [Chapitres 565-566] — Killer Bee et Naruto se battent contre les autres hôtes qui possèdent le Rinnegan et le Sharingan. Bee laisse sortir Hachibi afin de détruire la fôret et de pouvoir repérer leurs ennemis. Cependant, ceux-ci libèrent aussi leurs démons à queues. De plus, Tobi s'engage dans le combat. Kakashi et Gaï se joignent à Naruto et Bee. |                                             |                                |                                                                                           |                       |
| 326 | Yonbi, le roi des singes!                   | 四尾・仙猿の王                 | Yonbi - Senen no ō (Yonbi - Roi des singes ermites)                                       | 22 août 2013          |
| [Chapitres 567-568] — Suite du combat de Naruto et Killer Bee contre Tobi et les autres hôtes réincarnés. Naruto après s'être fait avaler par le démon à quatre queues, a une brève discussion avec lui et espère pouvoir le libérer de l'emprise de Tobi. |                                             |                                |                                                                                           |                       |
| 327 | Kyûbi                                       | 九尾                           | Kyūbi (Kyûbi)                                                                             | 29 août 2013          |
| Kyûbi se remémore l’évolution de sa relation avec Naruto et son combat contre lui. |                                             |                                |                                                                                           |                       |
| 328 | Kurama                                      | 九喇嘛                         | Kurama (Kurama)                                                                           | 29 août 2013          |
| [Chapitre 569] — Alors que Kakashi, Gaï, Bee et Naruto sont en mauvaise posture face aux démons à queues, ce dernier décide d'ouvrir le sceau qui enfermait Kyûbi et laisse échapper sa pleine puissance face aux démons. |                                             |                                |                                                                                           |                       |
| 329 | Équipes de deux                             | ツーマンセル                   | Tsū Man Seru (Équipes de deux)                                                            | 5 septembre 2013      |
| [Chapitres 570 à 572] — Kakashi, Gaï, Naruto et Killer Bee continuent la lutte face aux démons manipulés par Tobi. |                                             |                                |                                                                                           |                       |
| 330 | Présage de la victoire                      | 勝利への予言                   | Shōrihe no yogen (Un présage de victoire)                                                 | 12 septembre 2013     |
| [Chapitre 573] — Naruto réussit à repousser l'orbe fusionné des démons restant. Tandisque Shikaku demande à Inoichi d'informer la coalition Ninja des efforts de Naruto et Killer Bee en première ligne, Sasuke semble s'être remis de son opération de greffe des yeux. |                                             |                                |                                                                                           |                       |
| 331 | L’Œil rivé sur les ténèbres                 | 闇を見る眼                     | Yami o miru me (Des yeux pour voir dans les ténèbres)                                     | 19 septembre 2013     |
| [Chapitre 574] — Sasuke, enfin réveillé après la greffe des yeux d'Itachi, éveille le « Kaléidoscope hypnotique éternel du Sharingan » et s’apprête à sortir du repaire de Tobi. Pendant ce temps, le combat continue entre les Kage et Madara. |                                             |                                |                                                                                           |                       |
| 332 | Volonté de pierre                           | 石の意志                       | Ishi no ishi (Une volonté de pierre)                                                      | 26 septembre 2013     |
| [Chapitres 575-576] — Les Kage se retrouvent en mauvaise posture face à Madara, qui a activé la technique de l’« Avènement d'un monde d'arbres fleurissant », laissant échapper un pollen empoisonné. À terre, Oonoki repense au moment où il a affronté Madara pour la 1re fois. |                                             |                                |                                                                                           |                       |